# Alfred Käser
Alfred Käser (* 25. Oktober 1879 in Walterswil; † 21. Dezember 1924 in Sumiswald) war ein Schweizer Evangelist.

## Leben
Alfred Käser war der Sohn des Landwirts Jakob Käser.
1897 hörte er die Predigten von Christian Portner (1870–1951), während dieser eine Evangelisationswoche abhielt, und wurde von der Heiligungsbewegung, die aus dem amerikanischen Holiness Movement entstanden war, erfasst.
Durch seine emotionsreiche Predigtweise entwickelte Alfred Käser sich zu einem der Führer des radikalen perfektionistischen Flügels dieser Bewegung, in zum Teil darbystisch geprägten Kreisen, im Emmental. Die Evangelische Gesellschaft des Kanton Bern nahm ihn 1904 als Hilfsevangelist in ihren Dienst, um damit zu verhindern, dass sich eine Sondergemeinschaft unter seiner Führung bildete.
Nachdem er jedoch 1908 fristlos entlassen worden war, führte dies, unter anderem auch wegen unterschiedlicher Auffassungen über das Gerecht- und Heiligsein im Glauben, zur Abspaltung zahlreicher Gemeinschaften von der Evangelischen Gesellschaft. Gemeinsam mit Christian Portner gründete er einen neuen Gemeinschaftskreis, der sich ab 1919 Verband Landeskirchlicher Gemeinschaften (VLKG), nannte; in diesem Verband war er einer der führenden Evangelisten, bis er während einer Dienstreise tödlich verunglückte.
Alfred Käser war mit Luise (geb. Käser) verheiratet.